# Ryzyko koncentracji
Ryzyko koncentracji – zagrożenie wynikające z nadmiernych koncentracji z tytułu ekspozycji wobec poszczególnych klientów, grup powiązanych klientów, klientów działających w tym samym sektorze gospodarki, regionie geograficznym, prowadzących tę samą działalność lub dokonujących obrotu tymi samymi towarami, podmiotów należących do grupy kapitałowej banku (zarówno w ujęciu transgranicznym, jak i krajowym), ekspozycji denominowanych w tej samej walucie lub indeksowanych do tej samej waluty, z tytułu stosowanych technik ograniczenia ryzyka kredytowego oraz dużych pośrednich ekspozycji kredytowych, takich jak pojedynczy wystawca zabezpieczenia, charakteryzujących się potencjałem do generowania strat na tyle dużych, by zagrozić kondycji finansowej banku lub zdolności do prowadzenia podstawowej działalności lub doprowadzić do istotnej zmiany profilu ryzyka banku.